# Dragontown
Dragontown ist das am 18. September 2001 veröffentlichte 22. Studioalbum und 15. Soloalbum des US-amerikanischen Hard-Rocksängers Alice Cooper.

## Hintergrund
Wie schon auf dem Vorgängeralbum Brutal Planet setzte Cooper partiell Nu-Metal-lastige, an Bands wie Rage Against the Machine, Korn oder Limp Bizkit orientierte Klänge bewusst ein, um die „gesellschaftspolitischen und rebellischen Inhalte“ mit einem „mächtigen, bedrohlichen Sound“ zu versehen, der „darüber hinaus zweifellos als Produkt des neuen Millenniums identifizierbar“ sei. Erneut beinhaltet das Album „vertonte Endzeitdramen - Action-Filme mit düsteren Science-Fiction-Visionen, flankiert von einem aufwändigen Soundtrack.“ Das Album wurde im Jahr 2001 erneut mit Produzent Bob Marlette eingespielt. Inhaltlich ist es der dritte Teil einer Trilogie mit den beiden Vorgängeralben The Last Temptation und Brutal Planet.

## Titelliste
Alle Titel wurden von Alice Cooper und Bob Marlette geschrieben außer wo angegeben.
| No. | Titel                   | Länge |
| --- | ----------------------- | ----- |
| 1.  | Triggerman              | 4:00  |
| 2.  | Deeper                  | 4:36  |
| 3.  | Dragontown              | 5:06  |
| 4.  | Sex, Death and Money    | 3:39  |
| 5.  | Fantasy Man             | 4:05  |
| 6.  | Somewhere in the Jungle | 5:22  |
| 7.  | Disgraceland            | 3:34  |
| 8.  | Sister Sara             | 4:35  |
| 9.  | Every Woman Has a Name  | 3:45  |
| 10. | I Just Wanna Be God     | 3:53  |
| 11. | It’s Much Too Late      | 4:40  |
| 12. | The Sentinel            | 3:53  |

Am 24. September 2002 wurde ein Special Edition des Albums veröffentlicht, die auf 7500 Einheiten limitiert ist. Sie enthält das Originalalbum sowie eine Bonus-CD mit vier weiteren Titeln. 
| No. | Titel                           | Autoren                        | Länge |
| --- | ------------------------------- | ------------------------------ | ----- |
| 1.  | Can’t Sleep, Clowns Will Eat Me |                                | 4:09  |
| 2.  | Go to Hell (Live)               | Cooper, Dick Wagner, Bob Ezrin | 3:48  |
| 3.  | Ballad of Dwight Fry (Live)     | Cooper, Michael Bruce          | 4:27  |
| 4.  | Brutal Planet (Remix)           |                                | 5:27  |

## Mitwirkende
Band
- Alice Cooper – Gesang
- Ryan Roxie – E-Gitarre
- Greg Smith – Bass

Gastmusiker
- Teddy Andreadis – Begleitgesang
- Kenny Aronoff – Schlagzeug
- Calico Cooper – Begleitgesang
- Eric Dover – Begleitgesang
- Bob Marlette – Bass, Keyboards, Programmierung, Rhythmusgitarre, Streicher-Arrangements
- Gionvanna Morana – Begleitgesang
- Tim Pierce – Gitarre
- Sid Riggs – Keyboards, Programmierung
- Wayne Swinny – Gitarre

## Rezeption

### Rezension
Joe Viglione von AllMusic schrieb: „Considered a third chapter of a trilogy initiated by 1994’s The Last Temptation, this shadowy production plays like hardcore in slow motion. There is no one identifiable song like Gimme or Brutal Planet from the last episode, but the production values are high and the innovative riffs consistent. This work stands on its own, chock-full of the dark prince of pop’s nasty humor.“ Er vergab vier von fünf Sternen.

### Charts und Chartplatzierungen
| ChartsChartplatzierungen       | Höchstplatzierung | Wochen |
| ------------------------------ | ----------------- | ------ |
| Deutschland (GfK)              | 54 (1 Wo.)        | 1      |
| Österreich (Ö3)                | 75 (1 Wo.)        | 1      |
| Schweiz (IFPI)                 | 98 (1 Wo.)        | 1      |
| Vereinigte Staaten (Billboard) | 197 (1 Wo.)       | 1      |